# Sydlig stor tornskade
Sydlig stor tornskade (Lanius meridionalis) er en art i familien af tornskader, der findes i det sydvestligste Europa og Nordafrika. Den er nært beslægtet med stor tornskade. I Danmark er sydlig stor tornskade en meget sjælden gæst.

## Udseende
I forhold til stor tornskade er oversiden mørkere grå og undersiden er rosatonet. Desuden har den et smalt hvidt øjenbryn, der ender over næbbet.

## Slægtninge
Arten er tæt beslægtet med både stor tornskade (Lanius excubitor) og steppetornskade (Lanius pallidirostris), hvor sidstnævnte ofte blot regnes for en underart (ssp. pallidirostris) af sydlig stor tornskade. Tidligere blev sydlig stor tornskade selv regnet for en underart af stor tornskade.